# Herzklappenrekonstruktion
Als Herzklappenrekonstruktion bezeichnet man die operative Wiederherstellung der Form und Funktion einer natürlichen funktionsgestörten Herzklappe, im Gegensatz zum Austausch der Klappe mit einer mechanischen oder biologischen Prothese. Je nach Position (Aortenklappe, Mitralklappe, Pulmonalklappe oder Trikuspidalklappe) und Art bzw. Ursache der Funktionsstörung kommen unterschiedliche Verfahren zum Einsatz.

## Geschichte
Bereits vor der Entwicklung von Herzklappenprothesen wurde eine erste Sprengung einer verengten Aortenklappe zur Behandlung der Aortenstenose von dem französischen Chirurgen Théodore Tuffier durchgeführt. Der amerikanische Chirurg Elliott C. Cutler führte 1923 eine erste Sprengung einer verengten Mitralklappe durch, der englische Chirurg Henry S. Souttar, dem 1925 die erste transauriculäre bzw. transatriale digitale Mitralklappensprengung (Sprengung der Mitralstenose durch Mitralkommissurotomie) gelang, folgte. Die ersten Versuche waren aus heutiger Sicht experimentell.
Die erste künstliche Herzklappe mit einer Kugelprothese wurde 1961 durch die beiden Amerikaner Albert Starr und Lowell Edwards implantiert.

## Indikationen
Die Indikation zur Herzklappenoperation wird in Abhängigkeit von klinischer Symptomatik und objektivierbaren Kriterien gestellt. Mechanische oder biologische Klappenprothesen sind technisch einfacher und benötigen weniger Nachkorrekturen. Rekonstruierende Eingriffe setzen viel Erfahrung voraus, haben aber weniger Komplikationen wie Gerinnselbildung und Herzklappenentzündungen. Der europäischen Leitlinie (2021) folgend ist bei behandlungspflichtiger Mitralklappeninsuffizienz ist die Rekonstruktion Mittel der Wahl. Für Mitralklappenstenosen und die Vitien der Aortenklappe wird primär der Klappenersatz empfohlen. Ziel ist in erster Linie die Verbesserung der Lebenserwartung durch kausale Behandlung einer akuten oder chronischen Herzinsuffizienz, in zweiter Linie auch eine Symptomverbesserung.
Die folgende Aufstellung gibt einen vereinfachten Überblick über die möglichen Indikationen zur Klappenrekonstruktion:
Aortenklappenstenose mit nur geringer oder ohne Verkalkung der Klappe
- schwere Aortenklappenstenose mit Symptomatik
- schwere Aortenklappenstenose ohne Symptomatik mit reduzierter Pumpfunktion (EF - Auswurffraktion < 50 %) oder pathologischem Belastungstest oder rascher Progredienz

Aortenklappeninsuffizienz
- schwere Aortenklappeninsuffizienz und Symptomatik
- schwere Aortenklappeninsuffizienz ohne Symptomatik mit reduzierter Pumpfunktion (EF < 50 %) oder endsystolischem Durchmesser des linken Ventrikels > 50 mm
- Aneurysma der Aorta ascendens (aufsteigende Aorta) mit Gefahr des Platzens

Mitralklappenstenose mit nur geringer oder ohne Verkalkung der Klappe
- Symptomatik und Klappenöffnungsfläche < 1,5 cm²

Mitralklappeninsuffizienz
- schwere Mitralklappeninsuffizienz und Symptomatik und EF > 30 %
- schwere Mitralklappeninsuffizienz und hohe Erfolgswahrscheinlichkeit einer Rekonstruktion
- schwere Mitralklappeninsuffizienz ohne Symptomatik mit EF < 60 % oder neu aufgetretenem Vorhofflimmern oder systolischem pulmonal-arteriellem Druck > 50 mmHg

Trikuspidalklappeninsuffizienz
- schwere Trikuspidalklappeninsuffizienz und Symptomatik
- deutliche Trikuspidalklappeninsuffizienz und Notwendigkeit einer anderen Operation am Herzen

## Operationstechnik
Die Operationstechnik variiert zwischen der Mitralklappenrekonstruktion, der Aortenklappenrekonstruktion, der Pulmonalklappenrekonstruktion und der Trikuspidalklappenrekonstruktion. Allen Methoden ist gemeinsam, dass das Resultat bereits intraoperativ echokardiographisch überprüft werden kann.
Nach Indikationsstellung werden Untersuchungen zur Abschätzung des Operations- und Narkoserisikos durchgeführt. Diese umfassen z. B. eine Lungenfunktionsprüfung und eine Herzkatheteruntersuchung. In neuerer Zeit besteht auch die Möglichkeit, die Herzkranzgefäße durch ein EKG-getriggertes CT darzustellen. Wird eine koronare Herzkrankheit festgestellt, wird in der Regel die Anlage von Koronararterienbypässen empfohlen, die in einer Sitzung mit dem Klappenersatz erfolgen kann.

## Nachsorge
Antikoagulation
Im Gegensatz zum Klappenersatz ist nach der Rekonstruktion keine Hemmung der Blutgerinnung (Antikoagulation) erforderlich. Lediglich das Auftreten von unregelmäßigem Herzschlag (Vorhofflimmern) kann eine Antikoagulation erfordern, um die Bildung von Gerinnseln im linken Vorhof zu verhindern.
Endokarditisprophylaxe
Nach Herzklappenersatz wird in der Regel eine lebenslange Endokarditisprophylaxe bei allen Eingriffen im Bereich des Mund-Rachen-Raums (z. B. Zahnchirurgie, Tonsillektomie) durchgeführt. Es ist unklar, ob dies auch nach einer Herzklappenrekonstruktion notwendig ist.